# 苏丹国会
苏丹国会（阿拉伯语：‎；罗马化：Al-Maǧlis al-Ttašriyʿiy）是苏丹共和國的国家立法机关。苏丹国会实行两院制，由州委员会和國民議會组成。每届国会任期5年。

## 組成
- 州委员会（英语：Council of States (Sudan)）（上議院），委员由各州間接選舉产生。
- 國民議會（英语：National Assembly of Sudan）（下議院）。